# Шишлянников, Михаил Осипович
Михаил Осипович Шишлянников (4 марта 1908 года — 25 июля 1996) — передовик производства, драгер прииска «Ленинский» треста «Якутзолото», Якутская АССР. Герой Социалистического Труда (1957).

## Биография
Родился 4 марта 1908 года в Зиме. После службы на Черноморском флоте переехал в 1932 года в Якутию, где стал работать на золотых приисках Алдана. С 1942 года руководил экипажем драги.
В 1957 году удостоен звания Героя Социалистического Труда «за выдающиеся производственные достижения и большой вклад, внесённый в освоение и внедрение новых прогрессивных методов труда в промышленности и сельском хозяйстве Якутской АССР».

## Награды
- Герой Социалистического Труда — указом Президиума Верховного Совета СССР от 1 октября 1957 года
- Орден Ленина